# Керхов
Керхов (њем. Körchow) општина је у њемачкој савезној држави Мекленбург-Западна Померанија. Једно је од 89 општинских средишта округа Лудвигслуст. Према процјени из 2010. у општини је живјело 856 становника. Посједује регионалну шифру (AGS) 13054057.

## Географски и демографски подаци
Керхов се налази у савезној држави Мекленбург-Западна Померанија у округу Лудвигслуст. Општина се налази на надморској висини од 64 метра. Површина општине износи 26,0 km². У самом мјесту је, према процјени из 2010. године, живјело 856 становника. Просјечна густина становништва износи 33 становника/km².